# 日耳曼维利耶
日耳曼维利耶（法語：Germainvilliers，法語發音：[ʒɛʁmɛ̃vilje]）是法国上马恩省的一个市镇，属于肖蒙区。

## 地理
日耳曼维利耶（48°6'59"N, 5°38'43"E）面积6.6 平方千米，位于法国大東部大區上马恩省，该省份为法国东北部内陆省份，北起马恩省和默兹省，西接奥布省，西南接科多尔省，东南接上索恩省，东临孚日省。
与日耳曼维利耶接壤的市镇（或旧市镇、城区）包括：巴西尼地区布勒瓦讷、巴西尼地区尚皮尼厄勒、布莱万库尔、当布兰。

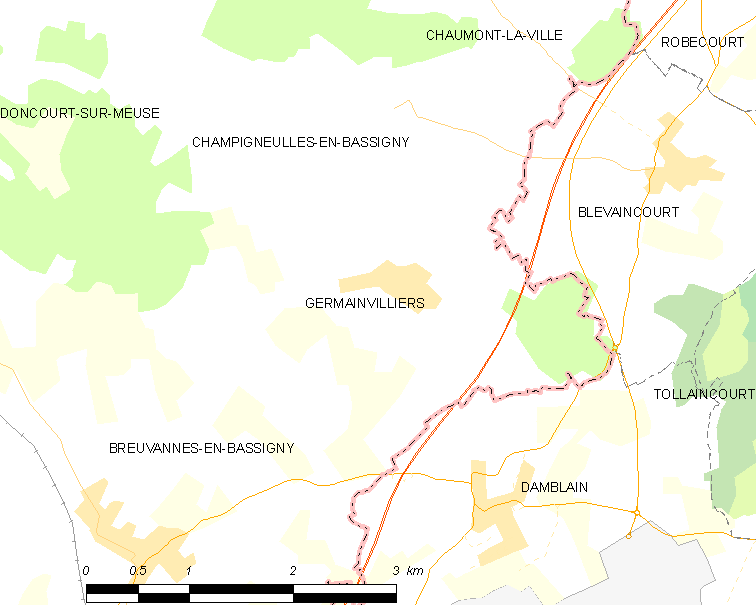
日耳曼维利耶的OSM定位图

日耳曼维利耶的时区为UTC+01:00、UTC+02:00（夏令时）。

## 行政
日耳曼维利耶的邮政编码为52150，INSEE市镇编码为52217。

## 政治
日耳曼维利耶所属的省级选区为普瓦松县。

## 人口

1962-2008年间日耳曼维利耶人口变化图示

日耳曼维利耶于2022年1月1日时的人口数量为84人。